# Tomáš Necid
Tomáš Necid (Prága, Csehszlovákia, 1989. augusztus 13. –) cseh labdarúgó, a cseh Bohemians Praha játékosa. A cseh válogatott tagjaként ott volt a 2012-es Európa-bajnokságon.

## Pályafutása
Necid 1998-ban került a Slavia Praha ifiakadémiájára, majd 2006 szeptemberében, 17 évesen mutatkozott be az első csapatban. Egy hónappal később első gólját is megszerezte. A 2007/08-as szezonban a Bajnokok Ligájában is pályára lépett, de az idény második felére kölcsönadták a Jablonecnek. Bár mindössze 14 mérkőzésen lépett pályára, ő lett a Jablonec házi gólkirálya öt találattal. Nagyban hozzájárult ahhoz, hogy a csapat a 12. helyen végzett, ezzel elkerülve a kiesést. Miután visszatért a Slavia Prahához, a Slovan Liberec ellen rögtön gólt szerzett. A 2007/08-as évadot bajnokként zárta a prágaiakkal, és megválasztották a legjobb Csehországban futballozó labdarúgónak.
2008 augusztusában előszerződést kötött a CSZKA Moszkvával, melynek értelmében 2009 januárjában csatlakozott az orosz klubhoz. 2009. március 7-én, az orosz szuperkupában játszott először tétmeccsen új csapatában. A 78. percben állt be csereként, majd a hosszabbításban győztes gólt szerzett.

### A válogatottban
Necid 2008. november 19-én góllal mutatkozott be a cseh válogatottban, San Marino ellen. A 2010-es vb selejtezőin három gólt szerzett, de csapata nem kvalifikálta magát a tornára. A 2012-es Eb-re már kijutottak a csehek, Necid pedig bekerült a tornán részt vevő keretbe.

## Sikerei, díjai
- Slavia Praha
  - Cseh bajnok: 2007–08, 2008–09
  - Cseh kupa: 2007–08

- CSZKA Moszkva
  - Orosz bajnok: 2012–13
  - Orosz kupagyőztes: 2009, 2011
  - Orosz szuperkupagyőztes: 2009, 2013

- PEC Zwolle
  - Holland kupa: 2013–14

## Fordítás
- Ez a szócikk részben vagy egészben  a   Tomáš Necid című angol Wikipédia-szócikk fordításán alapul.  Az eredeti cikk szerkesztőit annak laptörténete sorolja fel. Ez a jelzés csupán a megfogalmazás eredetét és a szerzői jogokat jelzi, nem szolgál a cikkben szereplő információk forrásmegjelöléseként.

## Külső hivatkozások
- Tomáš Necid válogatottbeli statisztikái
- Tomáš Necid profilja az iDNES.cz-n
- Tomáš Necid pályafutásának statisztikái
- Tomáš Necid adatlapja a CSZKA Moszkva honlapján